# Давид Гирландайо

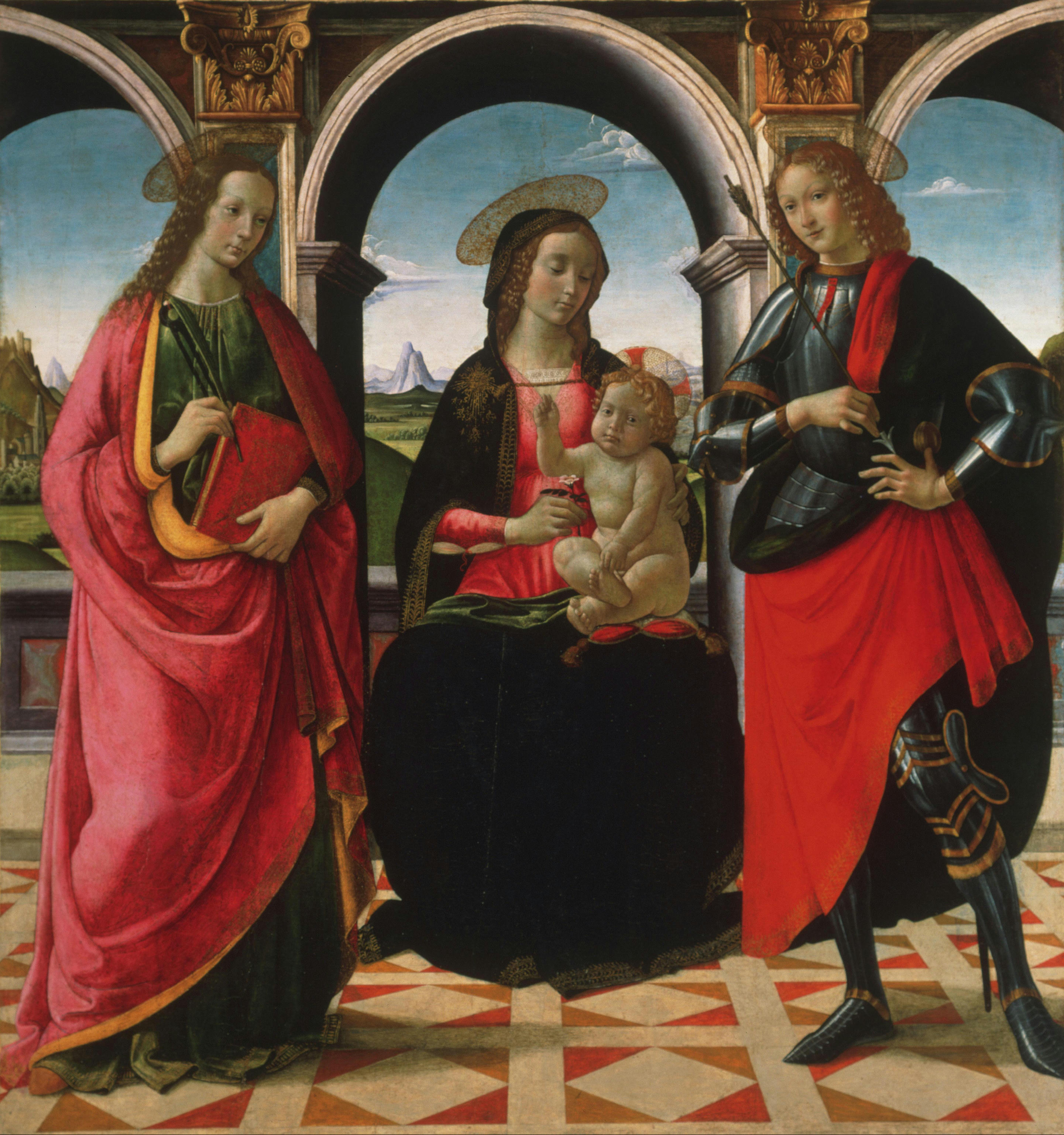
«Богоматерь с младенцем и святыми Аполлонией и Себастьяном». Темпера. 1490 год. Музей искусств Филадельфии.

Да́вид Гирланда́йо (итал. Davide Ghirlandaio; 1452, Флоренция — 10 августа 1525, Флоренция) — флорентийский художник эпохи Возрождения, мозаичист. Современник Сандро Боттичелли и Филиппо Липпи.
Представитель династии флорентийских художников, в которую входят его братья Бенедетто Гирландайо (1458—1497) и Доменико Гирландайо (1449—1494), а также сын последнего Ридольфо дель Гирландайо (1483—1561). Изначально был помощником, а позже партнёром своего брата Доменико, основателя династии. После смерти брата взял на стипендию и занялся обучением своего племянника, сына Доменико — Ридольфо дель Гирландайо. Принимал активное участие в мозаичном украшении собора в Орвието, в качестве помощника своего брата принимал участие в росписи Сикстинской капеллы.